# Claudius Berenicianus

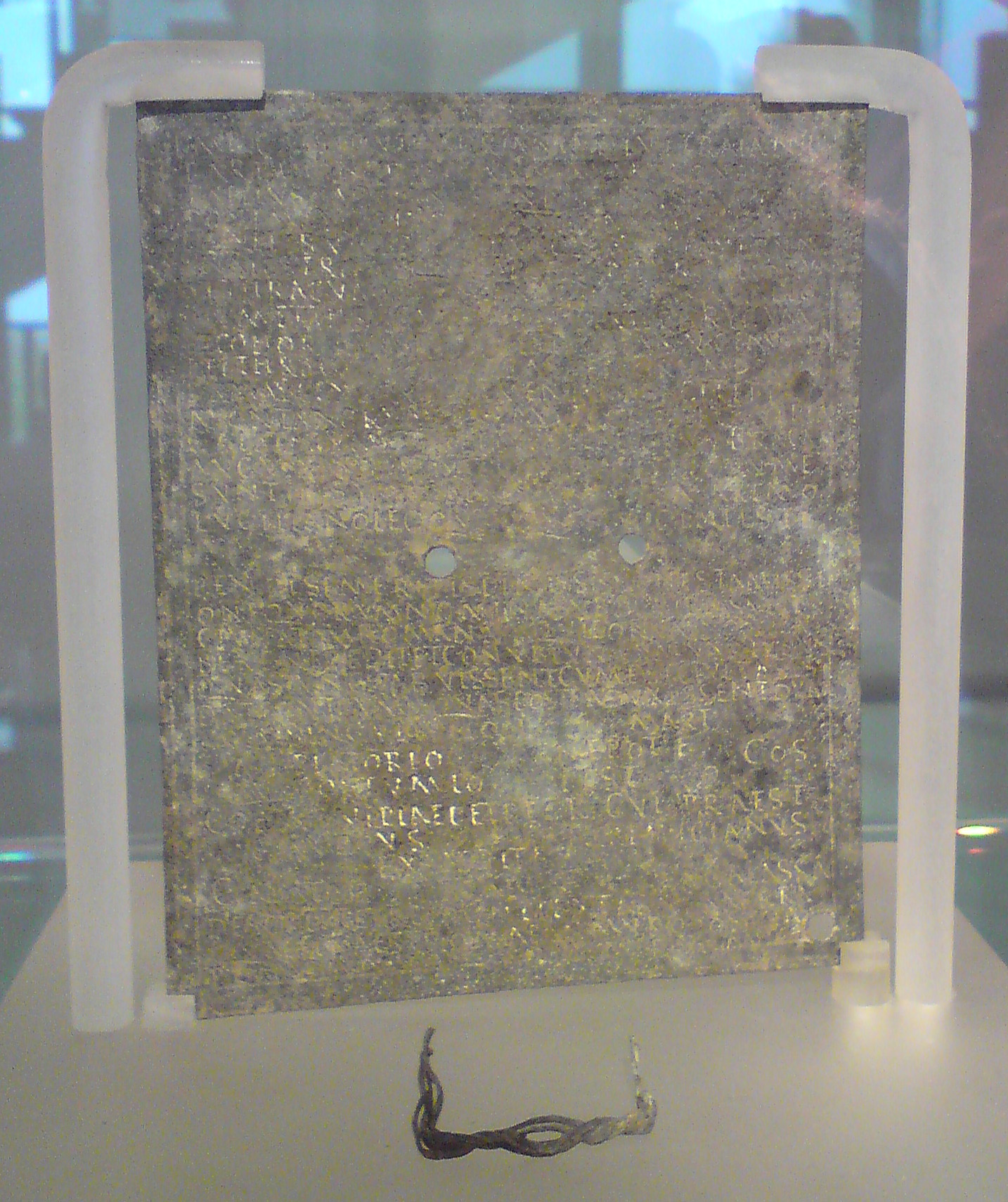
Das Militärdiplom von 160 n. Chr.

Claudius Berenicianus (sein Praenomen ist nicht bekannt) war ein im 2. Jahrhundert n. Chr. lebender Angehöriger des römischen Ritterstandes (Eques).
Durch ein Militärdiplom, das auf den 7. März 160 datiert ist, ist belegt, dass Berenicianus 160 Kommandeur der Cohors VI Ulpia Petraeorum war, die zu diesem Zeitpunkt in der Provinz Syria Palaestina stationiert war.